# Warm Love
"Warm Love" es una canción del músico norirlandés Van Morrison publicada en el álbum de 1973 Hard Nose the Highway y como sencillo el mismo año, con "I Will Be There" como cara B.
La revista ZigZag definió a "Warm Love" como "un segundo primo de "Crazy Love" y casi tan bueno como aquel". Durante los años setenta, la canción fue frecuentemente interpretada en los conciertos de Morrison.
Stephen Holden en su reseña para la revista Rolling Stone escribió: "Después está la melódicamente ingrata "Warm Love", que encarna en todos sus detalles una sensual apreciación de la vida y la música".
Sobre la canción, Van Morrison comentó:

Es una canción sobre un chico y una chica, caminando por la playa. Es una canción infantil. No puedo añadir nada, excepto que es una historia de amor.

## "Warm Love" en otros álbumes
- "Warme Love" fue una de las canciones grabadas e incluidas en el álbum en directo de 1974 It's Too Late to Stop Now.
- "Warm Love" fue incluida en el álbum recopilatorio The Best of Van Morrison, publicado en 1990.
- Fue, además, remasterizada y publicada en el álbum recopilatorio de 2007 Still on Top - The Greatest Hits.

## Personal
- Van Morrison: guitarra y voz
- David Hayes: bajo
- Jules Broussard: flauta
- Jackie De Shannon: coros
- Jeff Labes: piano
- Gary Mallaber: vibráfono
- John Platania: guitarra
- Rick Schlosser: batería
- Jack Schroer: saxofón soprano

## Versiones
- Johnny Coppin (en el álbum Roll On Dreamer)
- Otis Clay (en el álbum tributo Vanthology: a Tribute to Van Morrison)